# Katholieke Dirigenten- en Organisten Vereniging
De Katholieke Dirigenten- en Organisten Vereniging (KDOV) is een vereniging van kerkmusici, opgericht op 21 april 1917 met als doel de bevordering van het liturgisch en artistiek stijlbegrip van de kerkmusici en de behartiging van de geestelijke en materiële belangen van haar leden.